# Federacja Bibliotek Cyfrowych
Federacja Bibliotek Cyfrowych (FBC) – polski serwis internetowy założony w 2007, którego podstawowym celem jest gromadzenie, przetwarzanie i udostępnianie informacji on-line o zbiorach polskich instytucji nauki i kultury. 

## Działanie
Federacja Bibliotek Cyfrowych została stworzona i jest prowadzona przez Poznańskie Centrum Superkomputerowo-Sieciowe (PCSS) afiliowane przy Instytucie Chemii Bioorganicznej PAN. Zasoby FBC są współtworzone są przez wiele instytucji naukowych i publicznych, takich jak wyższe uczelnie, biblioteki, archiwa, muzea czy ośrodki badawcze i to właśnie serwisy tego typu instytucji są przede wszystkim przyłączane do FBC. Istotną cechą dostępnych poprzez FBC zasobów jest to, iż są one w zdecydowanej większości dostępne on-line bez żadnych ograniczeń takich jak np. konieczność odpłatności.
Instytucje takie jak biblioteki, archiwa czy muzea udostępniają swoje zbiory on-line w postaci cyfrowej, uprzednio je digitalizując. Czynią to poprzez serwisy zwane bibliotekami, archiwami czy muzeami cyfrowymi. Jedną z najbardziej kompletnych list tego typu serwisów można znaleźć na stronach FBC. Użytkownicy – internauci – mogą korzystać ze zbiorów udostępnianych bezpośrednio przez te instytucje w poszczególnych bibliotekach cyfrowych. Zadaniem Federacji jest umożliwienie użytkownikom przeszukiwania tylko wybranych źródeł danych, w sposób precyzyjniejszy niż pozwalają na to ogólne wyszukiwarki. Podstawą FBC jest aktualizowana co noc baza danych o obiektach udostępnianych w sieci przez polskie instytucje nauki i kultury. Użytkownicy, przeszukując tę bazę, otrzymują odnośniki do obiektów znajdujących się we współpracujących w FBC bibliotekach cyfrowych. Federacja Bibliotek Cyfrowych jest kolejnym etapem budowy sieci rozproszonych bibliotek cyfrowych i repozytoriów w Polsce. Nazwa serwisu odzwierciedla jego charakter - serwis ten jest zbiorem zaawansowanych usług sieciowych opartych na zasobach cyfrowych dostępnych w polskich bibliotekach cyfrowych i repozytoriach uruchomionych w sieci Pionier.

## Opis zbiorów i statystyki

### Dane statystyczne
| Obiekty        | Obiekty            | Ogółem    |
| Otwarty dostęp | Ograniczony dostęp | Ogółem    |
| -------------- | ------------------ | --------- |
| 6 717 238      | 1 726 681          | 8 443 919 |

Ostatnia aktualizacja: 2023-09-27.

### Rodzaje zbiorów
- czasopisma
- książki
- artykuły
- fotografie
- dokumenty życia społecznego
- rękopisy
- pocztówki
- starodruki
- obrazy
- dokumenty archiwalne
- muzykalia
- grafiki
- dokumenty urzędowe
- mapy
- rozprawy doktorskie
- kartoteki
- rysunki
- dokumenty elektroniczne
- dokumenty dźwiękowe
- dokumenty wideo
- rozprawy habilitacyjne
- prace dyplomowe
- kategoria: pozostałe

## Kwestie prawne
Federacja Bibliotek Cyfrowych pełni m.in. rolę serwisu ułatwiającego odnalezienie zasobów (publikacji) cyfrowych dostępnych poprzez Internet w polskich rozproszonych bibliotekach cyfrowych, nie pełni natomiast roli platformy do publikowania tych zasobów. W związku z tym IChB PAN PCSS (instytucja odpowiedzialna za FBC) nie ponosi żadnej odpowiedzialności za materiały publikowane w bibliotekach cyfrowych dostępnych poprzez Federację Bibliotek Cyfrowych. Każda z bibliotek cyfrowych przyłączonych do FBC jest prowadzona przez instytucję lub kilka instytucji posiadających osobowość prawną i te właśnie instytucje odpowiadają za legalność udostępnianych materiałów. W szczególności chodzi tu o kwestie związane z prawami autorskimi i pokrewnymi.

## Współpraca z Europeaną
FBC jest polskim agregatorem metadanych dla Europeany, a Poznańskie Centrum Superkomputerowo-Sieciowe współpracuje z Fundacją Europeana w projektach takich jak Europeana Local czy Europeana Awareness. Współpraca rozpoczęła się w 11 grudnia 2009, gdzie kryterium przekazywania danych były materiały i obiekty sprzed 1950 roku. Aktualizacja danych następuje na prośbę FBC co 3 miesiące. Federacja Bibliotek Cyfrowych pełni rolę pośrednika technicznego, ale współpraca formalna jest bezpośrednia. 